# Bronsteins Kinder (Film)
Bronsteins Kinder ist ein deutscher Spielfilm des polnischen Regisseurs Jerzy Kawalerowicz. Der Film basiert auf dem gleichnamigen Roman von Jurek Becker, der auch am Drehbuch zum Film mitarbeitete.

## Handlung
Der Film spielt im Jahre 1973. Die Familie Bronstein ist eine jüdische deutsche Familie, die in Ost-Berlin lebt. Hans, der 18-jährige Sohn der Familie Bronstein, fährt mit seiner Freundin Martha zum Sommerhaus seiner Eltern. Darin entdeckt er einen Gefangenen, einen Mann in Ketten. Er war, während Vater Bronstein und seine Freunde Gefangene der Nazis in einem Konzentrationslager waren, dort als Kapo beschäftigt. Hans beginnt einen Streit mit seinem Vater. Er ist der Meinung, dass sein Vater Selbstjustiz ausübt und der Gefangene vor ein ordentliches Gericht gehört. Die unterschiedlichen Lebenserfahrungen von Vater und Sohn lassen jedoch keine Übereinstimmung zu. Zwei Welten trennen die beiden. Hans sucht die Unterstützung seiner älteren Schwester Elle. Doch diese ist von ihren Kriegserlebnissen traumatisiert, lebt in einer psychiatrischen Klinik und ist nicht in der Lage, eigene Entscheidungen zu fällen. Der Vater presst ein Geständnis aus dem Gefangenen heraus. Er ist der Meinung, dass der Gefangene nun guten Gewissens zu einem Tode verurteilt werden kann, der den Leiden seiner Opfer im KZ entspricht. Hans entschließt sich, den Gefangenen zu befreien.

## Kritiken
„Allzu betulich inszenierte Parabel von Schuld, Sühne und Vergebung, in die sich auch noch Generationskonflikte mischen. Dadurch verschenkt der Film viel von einer möglichen aufrüttelnden Wirkung und fesselt nur streckenweise durch das gute Schauspieler-Ensemble.“

„Vor allem die Darstellung Armin Mueller-Stahls, der Arno Bronstein kraftvoll und zerbrechlich zugleich Gestalt verleiht, bleibt im Gedächtnis haften. Ein lesenswertes Buch, ein sehenswerter Film, der durch miserablen Verleiheinsatz wenig Chancen erhielt, sein Publikum zu finden.“

 Die Deutsche Film- und Medienbewertung FBW in Wiesbaden verlieh dem Film das Prädikat besonders wertvoll.